# Presa Upper Baker
La presa Upper Baker es una presa que confina el río Baker en el condado de Whatcom, Washington, Estados Unidos. Es una de las dos represas del río. La otra, la presa Lower Baker, se encuentra a unas pocas millas río abajo. La presa produce energía eléctrica y sirve también como protección contra inundaciones.
La construcción de la presa fue completada en 1959 por Puget Sound Energy como parte de un plan de producción de energía, el Proyecto Hidroeléctrico Baker River. La presa, que tiene 95 m de altura y en la corona 370  m, es una presa de gravedad de hormigón, cuya central eléctrica tiene una potencia de 91 MW anuales y que debe producir  337,35 millones kWh de electricidad. Está alimentado por tres líneas con una capacidad total de 2.500 metros cúbicos por segundo. El embalse cubre 19 km² y contiene alrededor de 352 hm³ de agua.